# Narke dipterygia
Narke dipterygia ist ein sehr kleiner Rochen aus der Familie der Schläferrochen
(Narkidae). Er lebt an der Küste des nördlichen Indischen Ozeans (Oman und Indien) und des westlichen Pazifiks (Malaiische Halbinsel bis Japan). Ob die Art auch in philippinischen oder indonesischen Gewässern vorkommt, ist unsicher.

## Merkmale
Narke dipterygia wird normalerweise nur 20 bis 25 Zentimeter lang, es gibt jedoch auch Berichte über 35 Zentimeter lange Exemplare. Generell werden die Tiere im Arabischen Meer größer. Die Körperscheibe ist fast kreisrund, das Rostrum ist kurz, der Schwanz breit und flach. Auf der Rückenseite sind die Fische bräunlich, grünlich oder rotbraun gefärbt. Im Arabischen Meer sind die Rochen mehr rötlich. An den Basen von Brust- und Bauchflossen sowie an der Schwanzbasis befinden sich große weißliche oder cremefarbene Flecken. Die Bauchseite von Narke dipterygia ist weißlich, manchmal mit bräunlichen Rändern. Die kleinen Augen und die viel größeren Spritzlöcher stehen eng beieinander. Die Nasenöffnungen sind rund, der Nasenvorhänge sind kurz. Die Zähne sind klein, mit runden Basen und dreieckigen Spitzen. In jedem Kiefer befinden sich 16 bis 18 Zahnreihen. Von außen sind die Zähne nicht sichtbar. Männchen haben kurze und flache Klaspern, die nur wenig über hinteren Rand der Bauchflossen reichen. Die einzige Rückenflosse ist abgerundet und kleiner als die Schwanzflosse. Letztere ist rundlich, oval oder leicht trapezförmig. Ihr unterer Lobus ist klein. Die Bauchflossen sind dreieckig.
Von anderen Arten der Gattung Narke kann Narke dipterygia durch die Färbung der Rückenseite unterschieden werden.

## Lebensweise
Narke dipterygia ist in einigen Regionen des Verbreitungsgebietes häufig, über das Verhalten und die Lebensweise der Rochen ist aber kaum etwas bekannt. Sie leben küstennah bis in Tiefen von etwa 100 Metern und ernähren sich von Borstenwürmern und kleinen Krebstieren. Die Tiere werden mit einer Länge von etwa 15 cm geschlechtsreif. Pro Wurf werden 4 bis 6 Jungrochen geboren.

## Gefährdung und Nutzung
Die Weltnaturschutzunion stuft die Art als gefährdet ein. Schläferrochen sind allgemein für die Fischereiindustrie von geringem Interesse, treten aber als Beifang auf. In China und Taiwan werden sie teilweise beim Fang einbehalten, jedoch auf den Märkten aussortiert oder zu Fischmehl weiterverarbeitet. Eine Bedrohung ist für Narke dipterygia jedoch vor allem der starke Verlust von Lebensräumen. Sowohl im Ost- als auch Südchinesischen Meer hat die Urbarmachung zu einer dramatischen Verringerung der Küsten- und Mangroven-Feuchtgebiete beigetragen. So gingen im Südchinesischen Meer in den letzten 70 Jahren 70 % der Mangroven und 50 % der Seegraswiesen verloren. Auch die Situation in als Lebensraum dienenden Korallenriffen verschlechterte sich.

## Systematik
Die Rochenart wurde im Jahr 1801 durch die deutschen Naturforscher Marcus Élieser Bloch und Johann Gottlob Theaenus Schneider als Raja dipterygia erstmals wissenschaftlich beschrieben. Als Terra typica wurde das südindische Tranquebar angegeben. Heute gehört die Art zur Gattung Narke, die 1826 durch den deutschen Zoologen Johann Jakob Kaup eingeführt wurde. Ob es sich bei Narke dipterygia um eine einzelne Art oder einen Komplex verschiedener, nah verwandter Arten handelt ist noch nicht geklärt.